# 100e à 71e millénaires avant le présent
400e à 301e millénaires AP |
300e à 201e millénaires AP |
200e à 101e millénaires AP |

100e à 71e millénaires avant le présent
| 
70e à 51e millénaires AP |
50e à 41e millénaires AP |
40e à 36e millénaires AP

Cet article traite de l’histoire évolutive de la lignée humaine entre 100 000 et 70 000 ans avant le présent (AP). De 100 000 à 40 000 ans AP, la population mondiale est estimée entre 500 000 et 700 000 individus, appartenant à différentes espèces humaines.

## Évènements

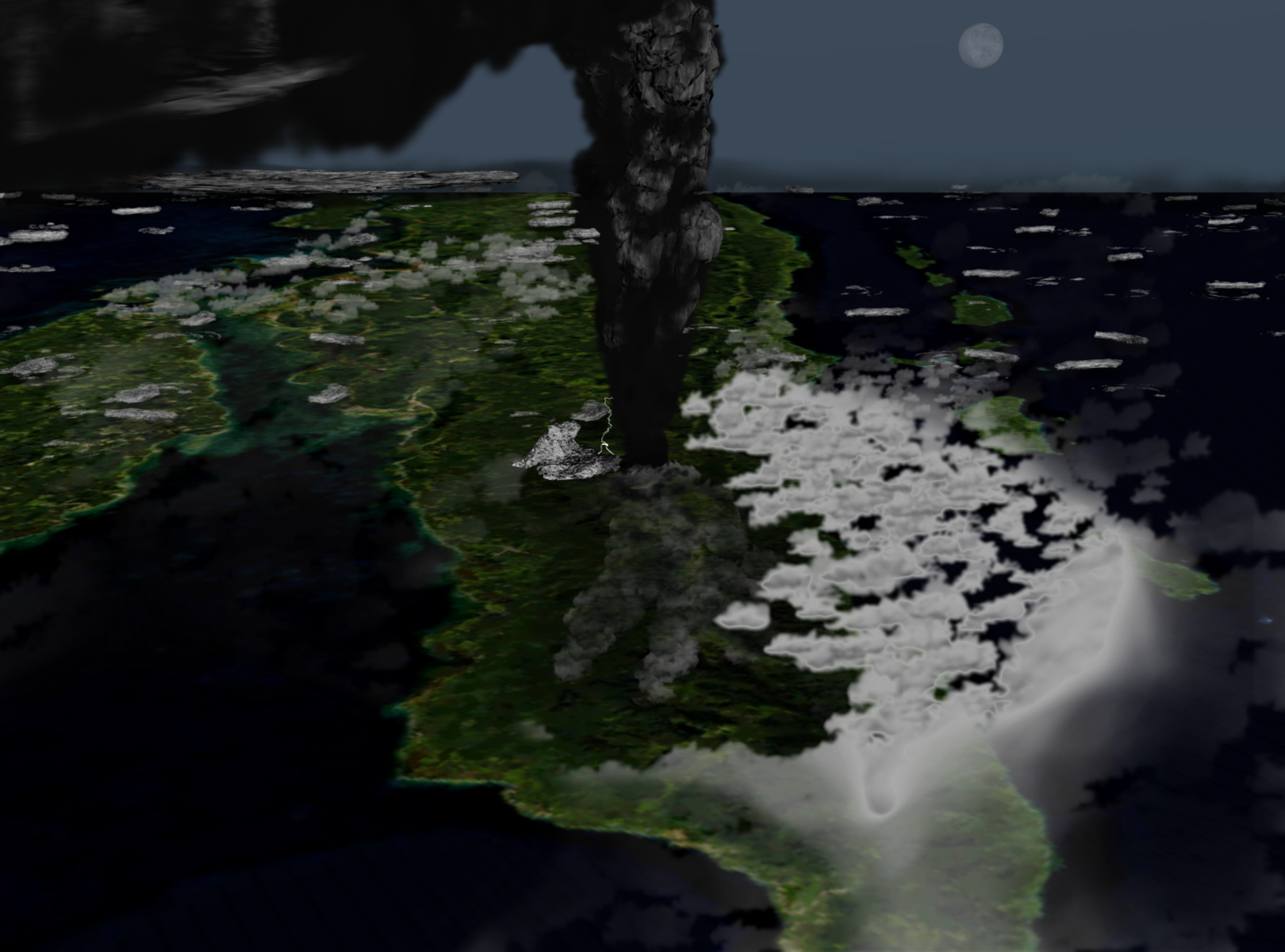
Reconstitution de ce qui aurait pu ressembler à l'éruption du Toba

- De 115 000 à 71 000 ans avant le présent (AP) : période froide intermédiaire (notée SIO 5a à 5d) entre l'interglaciaire Éémien (noté SIO 5e) et le premier maximum glaciaire (noté SIO 4) de la dernière période glaciaire, dite glaciation de Würm en Europe centrale[2].
- 73 000 ans AP : éruption volcanique cataclysmique du supervolcan Toba, en Indonésie. Selon la théorie de la catastrophe de Toba, cette éruption aurait causé une extinction massive, y compris parmi les populations humaines, du fait de l'émission massive de dioxyde de soufre, qui aurait provoqué, par réaction avec la vapeur d'eau, la formation d'un manteau de nuages d'acide sulfurique tout autour du globe. Celui-ci aurait entrainé une baisse globale des températures de l'ordre de 6 °C et une période de glaciation ponctuelle qui aurait pu durer jusqu'à un millénaire[3].

### Afrique
- De 125 000 à 60 000 ans avant le présent (AP) : occupation par Homo sapiens des grottes de la rivière Klasies, en Afrique du Sud[4]. Un bloc d'ocre gravé de lignes parallèles a été trouvé dans un niveau daté entre 100 000 et 85 000 ans AP[5].
- Entre 105 000 et 79 000 ans AP : fragments de crâne d’Homo sapiens à Aduma, dans le Rift éthiopien[4].
- 82 000 ans AP : la Grotte des Pigeons, à Taforalt, au Maroc, livre des outils lithiques atériens et des perles en coquillage (Nassarius gibbosulus) ocrées et percées, datées de 82 000 ans AP, figurant ainsi parmi les plus anciens objets de parure connus[6].
- De 80 000 à 73 000 ans AP : la grotte de Blombos, en Afrique du Sud, livre des blocs d’ocre gravés, des bifaces en silcrète chauffés et taillés par pression, des perles en coquillage et des pointes de projectile en os, dans une technologie attribuée au Middle Stone Age (équivalent africain du Paléolithique moyen)[7]. Les archéologues ont trouvé dans cette grotte le plus ancien dessin connu du monde : neuf lignes entrecroisées sur un caillou de roche silcrète de quatre centimètres de long. Il est daté de 73 000 ans AP[8].

### Asie

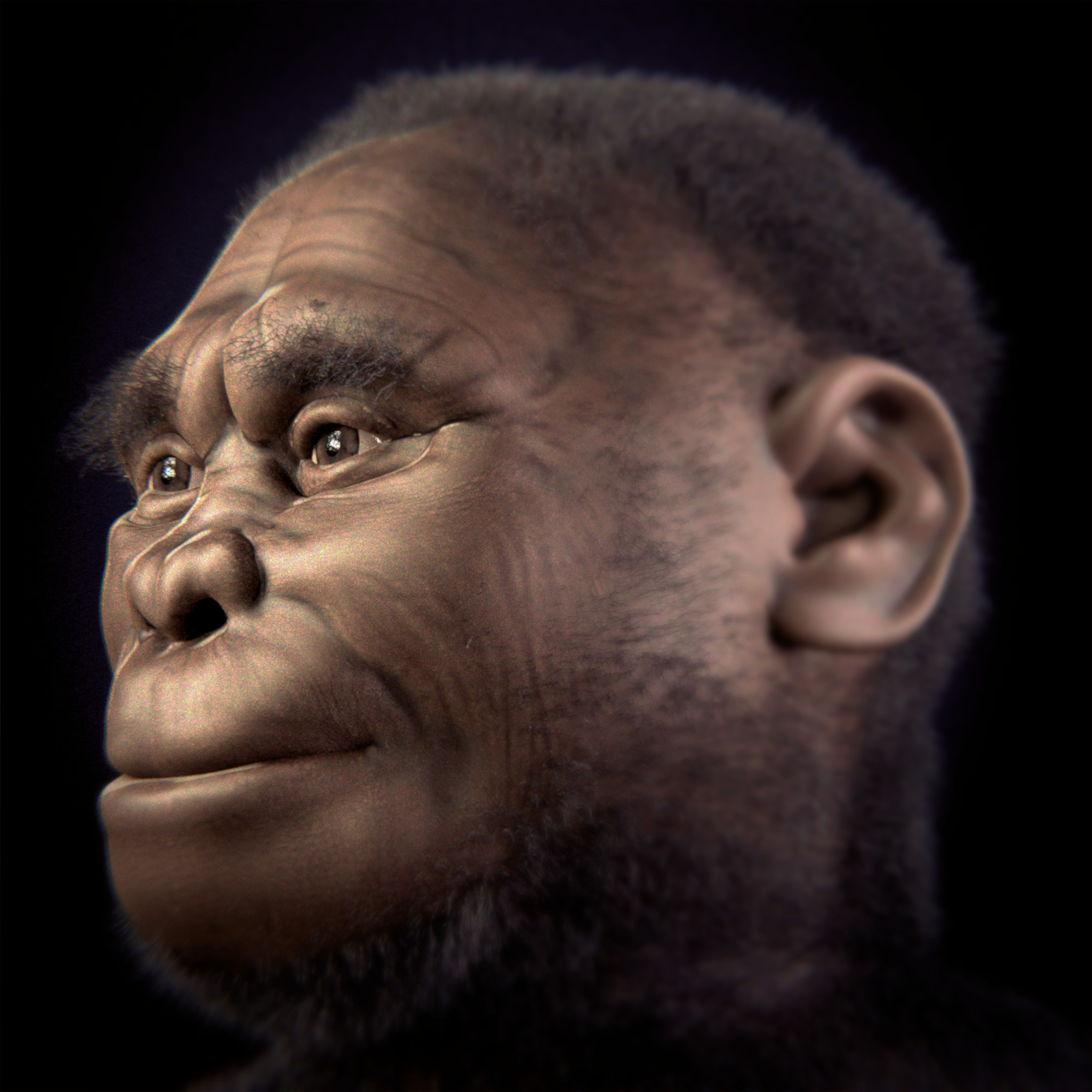
Reconstitution de l’Homme de Florès, présent sur l’ile de Florès de 190000 à 50000 ans environ

- De 190 000 à 50 000 ans AP : en Indonésie, présence dans la grotte de Liang Bua, sur l’ile de Florès, de l’Homme de Florès, un petit humain d’un mètre de haut et d’un poids de 25 kg. Un fragment de mandibule humaine découvert en 2014 sur le site voisin de Mata Menge, aux caractères morphologiques proche des fossiles de Liang Bua, a été daté de 700 000 ans, ce qui signifie une arrivée précoce sur l'ile des ancêtres de l’Homme de Florès[9].
- 90 000 ans AP : Denny est le surnom donné à un fragment d'os humain fossile (noté Denisova 11), trouvé en 2012 dans la grotte de Denisova, en Sibérie. Il est attribué à une jeune fille d'au moins 13 ans, et a été identifié en 2018 par analyse de son ADN comme un hybride de Dénisovien et de Néandertalien. Il a été daté en 2016 d'environ 90 000 ans[10].
- 80 000 ans AP : le site de Fuyan, dans le Hunan, en Chine, a livré en 2015 de nombreuses dents fossiles datées d'au moins 80 000 ans et attribuées à Homo sapiens[11].
- 75 000 ans AP : Obi-Rakhmat 1, restes fossiles d'Homme de Néandertal, trouvés en 2003 dans la grotte d'Obi-Rakhmat, en Ouzbékistan (Asie centrale)[12].

### Moyen-Orient
- 92 000 ans AP : occupation par Homo sapiens de la grotte de Qafzeh, en Israël. Les squelettes fossiles, trouvés dans des sépultures, n'ont pas encore une morphologie pleinement moderne[13].

Des crânes et les bois de cerf, trouvés à côté d'un enfant dans la grotte de Qafzeh, témoignent d'un riche rituel funéraire